# مارگارتا سیگفریدسون
مارگارتا سیگفریدسون (انگلیسی: Margaretha Sigfridsson؛ زادهٔ ۲۸ ژانویهٔ ۱۹۷۶) ورزشکار کرلینگ اهل سوئد است.